# Brussels Hoofdstedelijk Parlement (samenstelling 1995-1999)
Dit is een lijst van leden van het Brussels Hoofdstedelijk Parlement (BHP) van 1995 tot 1999. Het Brussels Hoofdstedelijk Parlement bestond toen uit 75 leden waarvan 65 uit de Franstalige taalgroep en 10 uit  de Nederlandstalige taalgroep.
Deze legislatuur volgt uit de Brusselse gewestverkiezingen van 21 mei 1995 en ging van start op 6 juni 1995. De legislatuur eindigde op 7 mei 1999.
Tijdens deze legislatuur was achtereenvolgens de regering-Picqué II in functie, die steunde op een meerderheid van PRL-FDF, PS, SP, CVP en de Volksunie. De oppositiepartijen waren dus PSC, Ecolo, FN, VLD, Vlaams Blok en later ook FN-FB, een afsplitsing van FN.
De 65 Franstalige parlementsleden maken tevens deel uit van de Raad van de Franse Gemeenschapscommissie (COCOF) en de 10 Nederlandstalige parlementsleden van de Raad van de Vlaamse Gemeenschapscommissie (RVGC). Deze gemeenschapscommissies vormen samen de Gemeenschappelijke Gemeenschapscommissie. Deze gemeenschapscommissies vormen samen de Verenigde Vergadering van de Gemeenschappelijke Gemeenschapscommissie (VVGGC), waar gemeenschapsbevoegdheden waarvoor gemeenschappelijke overeenstemming tussen beide taalgroepen vereist is worden besproken.

## Samenstelling
| Begin legislatuur (1995) | Begin legislatuur (1995) | Begin legislatuur (1995) | Einde legislatuur (1999) | Einde legislatuur (1999) | Einde legislatuur (1999) |
| Fractie                  | Fractie                  | Zetels                   | Fractie                  | Fractie                  | Zetels                   |
| ------------------------ | ------------------------ | ------------------------ | ------------------------ | ------------------------ | ------------------------ |
|                          | PRL-FDF                  | 28                       |                          | PRL-FDF                  | 28                       |
|                          | PS                       | 17                       |                          | PS                       | 18                       |
|                          | PSC                      | 7                        |                          | PSC                      | 7                        |
|                          | Ecolo                    | 7                        |                          | Ecolo                    | 6                        |
|                          | FN                       | 6                        |                          | Onafhankelijk            | 3                        |
|                          | CVP                      | 3                        |                          | CVP                      | 3                        |
|                          | Vlaams Blok              | 2                        |                          | Vlaams Blok              | 2                        |
|                          | VLD                      | 2                        |                          | VLD                      | 2                        |
|                          | SP                       | 2                        |                          | SP                       | 2                        |
|                          | Volksunie                | 1                        |                          | FN-FB                    | 2                        |
|                          |                          |                          |                          | FN                       | 1                        |
|                          |                          |                          |                          | Volksunie                | 1                        |

Wijzigingen in fractiesamenstelling:
- In 1996 verlaten Roland Frippiat en Juan Lemmens de FN-fractie. Ze zetelen vanaf dan als onafhankelijke. In 1999 gaat Juan Lemmens in de door hem opgerichte FN-FB-fractie zetelen.
- In 1997 verlaat Philippe Rozenberg de FN-fractie. Hij zetelt vanaf dan als onafhankelijke.
- In 1997 wordt de overleden Georges Matagne opgevolgd door Annie Raspoet. Raspoet verlaat onmiddellijk de FN-fractie en gaat als onafhankelijke zetelen.
- In 1998 stapt Mostafa Ouezekhti over van de Ecolo- naar de PRL-FDF-fractie.
- In 1999 verlaat Michel Hecq de PRL-FDF-fractie, waarna hij overstapt naar de PS-fractie.
- In 1999 verlaat Emile Eloy de FN-fractie en stapt hij over naar de FN-FB-fractie.

## Lijst van de parlementsleden
| Volksvertegenwoordiger        | Fractie        | Taalgroep  | Opmerkingen |
| ----------------------------- | -------------- | ---------- | --- |
| Sfia Bouarfa                  | PS             | Frans      | |
| Michèle Carthé                | PS             | Frans      | |
| Mohamed Daif                  | PS             | Frans      | Secretaris (COCOF). |
| Jacques De Coster             | PS             | Frans      | Voorzitter van de PS-fractie (COCOF). |
| Jean Demannez                 | PS             | Frans      | Ondervoorzitter (BHP/VVGGC). |
| Françoise Dupuis              | PS             | Frans      | Voorzitter van de PS-fractie vanaf 29 april 1997 (BHP/VVGGC). |
| Ghislaine Dupuis              | PS             | Frans      | |
| Sylvie Foucart                | PS             | Frans      | Voorzitter van de commissie Huisvesting en Stadsvernieuwing (BHP). |
| Andrée Guillaume-Vanderroost  | PS             | Frans      | Secretaris (BHP/VVGGC). |
| Willy Decourty                | PS             | Frans      | Vervangt vanaf 23 juni 1995 Eric Tomas, die minister in de Brusselse Hoofdstedelijke Regering wordt. Decourty is voorzitter van de commissie Gezondheid (COCOF). |
| Anne-Sylvie Mouzon            | PS             | Frans      | Vervangt vanaf 23 juni 1995 Charles Picqué, die minister in de Brusselse Hoofdstedelijke Regering wordt. Mouzon is voorzitter van de commissie Sociale Zaken (VVGGC). |
| Alain Bultot                  | PS             | Frans      | Vervangt vanaf 5 juli 1995 Michel Moock, die lid wordt van de Kamer van volksvertegenwoordigers. |
| Joseph Parmentier             | PS             | Frans      | Vervangt vanaf 26 april 1996 Merry Hermanus, die wegens een veroordeling in een corruptiezaak ontslag neemt. Hermanus was voorzitter van de PS-fractie tot 26 april 1996 (BHP/VVGGC). |
| Mahfoudh Romdhani             | PS             | Frans      | |
| Freddy Thielemans             | PS             | Frans      | |
| Robert Hotyat                 | PS             | Frans      | Vanaf 23 juni 1995 voorzitter van de COCOF, voorzitter van de commissie Sociale Zaken en Residuaire Bevoegdheden (COCOF) en van 10 mei 1996 tot 29 april 1997 voorzitter van de PS-fractie (BHP/VVGGC). |
| Alain Leduc                   | PS             | Frans      | Voorzitter van de commissie Economische Zaken, Energie, Werkgelegenheidsbeleid en Wetenschappelijk Onderzoek (BHP). |
| Danielle Caron                | FDF            | Frans      | |
| Françoise Carton de Wiart     | FDF            | Frans      | |
| Bernard Clerfayt              | FDF            | Frans      | Secretaris tot 7 februari 1997 (BHP/VVGGC) en voorzitter van de PRL-FDF-fractie (COCOF). |
| Marc Cools                    | PRL            | Frans      | Voorzitter van de commissie Ruimtelijke Ordening en Grondbeleid (BHP). |
| Jean-Pierre Cornelissen       | FDF            | Frans      | Ondervoorzitter (BHP/VVGGC). |
| Armand De Decker              | PRL            | Frans      | Parlementsvoorzitter (BHP/VVGGC) en voorzitter van de commissie Financiën, Begroting, Openbaar Ambt, Externe Betrekkingen en Algemene Zaken (BHP). |
| Jacques De Grave              | PRL            | Frans      | |
| Yves de Jonghe d'Ardoye d'Erp | PRL            | Frans      | |
| Stéphane de Lobkowicz         | PRL            | Frans      | Ondervoorzitter (COCOF). |
| Serge de Patoul               | FDF            | Frans      | Ondervoorzitter (COCOF) en voorzitter van de commissie Opleiding, Onderwijs en Schoolvervoer (COCOF). |
| Corinne De Permentier         | PRL            | Frans      | |
| Georges Désir                 | FDF            | Frans      | Ondervoorzitter (COCOF) en voorzitter van de commissie Cultuur, Toerisme en Sport (COCOF). |
| Willem Draps                  | PRL            | Frans      | |
| Michel Hecq                   | FDF            | Frans      | Stapt op 7 april 1999 over naar de PS-fractie. |
| Marion Lemesre                | PRL            | Frans      | Ondervoorzitter tot 17 juni 1997 (BHP/VVGGC), secretaris vanaf 27 juni 1997 (BHP/VVGGC). |
| Claude Michel                 | PRL            | Frans      | |
| Isabelle Molenberg            | FDF            | Frans      | |
| Martine Payfa                 | FDF            | Frans      | |
| Caroline Persoons             | FDF            | Frans      | Vervangt vanaf 23 juni 1995 Didier Gosuin (FDF), die minister in de Brusselse Hoofdstedelijke Regering wordt. |
| Jacques Pivin                 | PRL            | Frans      | |
| François Roelants du Vivier   | FDF            | Frans      | Voorzitter van de commissie Leefmilieu, Natuurbehoud en Waterbeleid (BHP). Secretaris van 7 februari tot 17 juni 1997 (BHP/VVGGC) en ondervoorzitter vanaf 27 juni 1997 (BHP/VVGGC). |
| Françoise Schepmans           | PRL            | Frans      | |
| Philippe Smits                | PRL            | Frans      | Vervangt vanaf 23 juni 1995 Herve Hasquin (PRL), die minister in de Brusselse Hoofdstedelijke Regering wordt. Smits is secretaris van de COCOF. |
| Marie-Laure Stengers          | PRL            | Frans      | |
| Didier van Eyll               | FDF            | Frans      | |
| Anne-Marie Vanpévenage        | FDF            | Frans      | Voorzitter van de commissie Binnenlandse Zaken, Lokale Besturen en Agglomeratiebevoegdheden (BHP). |
| Eric van Weddingen            | PRL            | Frans      | Voorzitter van de PRL-FDF-fractie (BHP/VVGGC). |
| Alain Zenner                  | PRL            | Frans      | Vervangt vanaf 23 juni 1995 Eric André (PRL), die staatssecretaris in de Brusselse Hoofdstedelijke Regering wordt. Zenner is voorzitter van de commissie Begroting, Administratie en Internationale Betrekkingen (COCOF). |
| Michel Demaret                | PSC            | Frans      | |
| Béatrice Fraiteur             | PSC            | Frans      | |
| Denis Grimberghs              | PSC            | Frans      | Secretaris vanaf 20 oktober 1995 (COCOF). |
| Dominique Harmel              | PSC            | Frans      | Voorzitter van de PSC-fractie (BHP/VVGGC). |
| Michel Lemaire                | PSC            | Frans      | Voorzitter van de PSC-fractie (COCOF). |
| Benoît Veldekens              | PSC            | Frans      | |
| Magdeleine Willame-Boonen     | PSC            | Frans      | |
| Alain Adriaens                | Ecolo          | Frans      | |
| Philippe Debry                | Ecolo          | Frans      | Secretaris tot 10 oktober 1997 en vanaf 20 maart 1998 (BHP/VVGGC). |
| André Drouart                 | Ecolo          | Frans      | |
| Paul Galand                   | Ecolo          | Frans      | Secretaris vanaf 20 oktober 1995 (COCOF). |
| Evelyne Huytebroeck           | Ecolo          | Frans      | Voorzitter van de Ecolo-fractie (COCOF). |
| Marie Nagy                    | Ecolo          | Frans      | Voorzitter van de Ecolo-fractie (BHP/VVGGC). |
| Mostafa Ouezekhti             | Ecolo          | Frans      | Zetelt vanaf 19 maart 1998 voor de PRL in de PRL-FDF-fractie. Ouezekhti was secretaris van 15 oktober 1997 tot 19 maart 1998 (BHP/VVGGC). |
| Thierry de Looz-Corswarem     | Front National | Frans      | |
| Emile Eloy                    | Front National | Frans      | Stapt op 22 februari 1999 over naar de FN-FB-fractie. |
| Roland Frippiat               | Front National | Frans      | Zetelt vanaf 6 juni 1996 als onafhankelijke. |
| Juan Lemmens                  | Front National | Frans      | Zetelt van 6 juni 1996 tot 22 februari 1999 als onafhankelijke en vanaf 22 februari 1999 in de FN-FB-fractie. |
| Annie Raspoet                 | Front National | Frans      | Vervangt vanaf 18 december 1997 de overleden Georges Matagne. Zetelt vanaf 19 december 1997 als onafhankelijke. |
| Philippe Rozenberg            | Front National | Frans      | Zetelt vanaf 22 juli 1997 als onafhankelijke. |
| Jean De Hertog                | CVP            | Nederlands | Vervangt vanaf 15 oktober 1997 Brigitte Grouwels, die minister in de Vlaamse Regering wordt. Grouwels verving van 23 juni 1995 tot 14 oktober 1997 Jos Chabert, die minister in de Brusselse Hoofdstedelijke Regering werd, en was tot 14 oktober 1997 voorzitter van de commissie Gemeenschapsaangelegenheden (RVGC).                                                                                                 |
| Walter Vandenbossche          | CVP            | Nederlands | Voorzitter van de CVP-fractie (BHP/VVGGC/RVGC), ondervoorzitter van de RVGC en vanaf 17 oktober 1997 voorzitter van de commissie Gemeenschapsaangelegenheden (RVGC). |
| Jan Béghin                    | CVP            | Nederlands | Ondervoorzitter (BHP/VVGGC), voorzitter van de commissie Infrastructuur, Openbare Werken en Verkeerswezen (BHP) en secretaris van de RVGC. |
| Guy Vanhengel                 | VLD            | Nederlands | Vervangt vanaf 6 juni 1995 Annemie Neyts, die verkiest om in het Europees Parlement te blijven zetelen. Vanhengel is secretaris (BHP/VVGGC/RVGC). |
| Leo Goovaerts                 | VLD            | Nederlands | Voorzitter van de VLD-fractie (BHP/VVGGC/RVGC). |
| Robert Garcia                 | SP             | Nederlands | Secretaris (BHP/VVGGC), voorzitter van de commissie Gezondheid (VVGGC), voorzitter van de RVGC en voorzitter van de commissie Algemene Zaken, Financiën en Begroting (RVGC). |
| Anne Van Asbroeck             | SP             | Nederlands | Vervangt vanaf 26 februari 1999 Michiel Vandenbussche, die voltijds schepen van Etterbeek wordt. Van Asbroeck is vanaf 26 februari 1999 voorzitter van de SP-fractie (BHP/VVGGC/RVGC). Michiel Vandenbussche verving van 23 juni 1995 tot 25 februari 1999 Rufin Grijp, die minister in de Brusselse Hoofdstedelijke Regering was geworden, en was tot 25 februari 1999 voorzitter van de SP-fractie (BHP/VVGGC/RVGC). |
| Sven Gatz                     | Volksunie      | Nederlands | Vervangt vanaf 23 juni 1995 Vic Anciaux, die staatssecretaris in de Brusselse Hoofdstedelijke Regering wordt. Gatz is voorzitter van de Volksunie-fractie (BHP/VVGGC/RVGC). |
| Dominiek Lootens-Stael        | Vlaams Blok    | Nederlands | Voorzitter van de Vlaams Blok-fractie (BHP/VVGGC/RVGC). |
| Roeland Van Walleghem         | Vlaams Blok    | Nederlands | Secretaris (BHP/VVGGC/RVGC). |